# Ivica Fekete
Ivica Fekete (Orahovica, 19. studenog 1927. – Osijek, 14. svibnja 2014.) bio je hrvatski političar i gradonačelnik Osijeka od 1974. do 1982.
Zbog svojih zasluga smatra se jednim od najznačajnijih gradonačelnika Grada Osijeka.

## Životopis
Ivica Fekete rođen je 1927. u željezničarskoj obitelji u Orahovici. Nakon završene osnovne škole radio je u željeznici kao vježbenik nadzornika pruge.
Kasnije je ipak nastavio obrazovanje u Učiteljskoj školi u Osijeku. 1953. dobio je posao u osnovnoj školi u Čepinu, gdje je kasnije postao i ravnateljem. Istovremeno je i studirao, pa je 1964. diplomirao na Fakultetu političkih znanosti. Iste godine postao je tajnikom općinske organizacije Socijalističkog saveza. 
1969. izabran je za odbornika Skupštine općine, a tada novoizabrani gradonačelnik Jozo Petović predložio ga je za potpredsjednika Skupštine općine Osijek.
1974. Fekete je postao osječkim gradonačelnikom, te se u dva mandata na toj dužnosti zadržao do 1982. Tijekom njegova upravljanja izgrađeni su mnogi objekti koji su ubrzo postali simbolima grada, poput pješačkog mosta i Promenade.
Nakon toga bio je saborski zastupnik, a kasnije i potpredsjednik Sabora.
1990. je otišao u mirovinu.
Preminuo je 14. svibnja 2014. u Osijeku, a pokopan je dva dana poslije na groblju svete Ane.